# Вашиштіпутра Пулумайї
Вашиштіпутра Пулумайї — сатаваханський цар, син Гаутаміпутри Сатакарні Сатавахани.